# ولاية العهد السعودية
ولي عهد المملكة العربية السعودية هو ثاني منصب في المملكة بعد الملك حيث هو من يخلف ملك المملكة العربية السعودية بعد وفاته أو شغور المنصب ويتولى مقاليد الحكم تلقائياً وتُبايعه الأسرة الحاكمة والشعب السعودي ملكاً على البلاد ويصدر الملك الجديد (ولي العهد السابق) أمراً ملكياً في الوقت نفسه بتعيين ولي العهد الجديد ، ولي عهد المملكة العربية السعودية حالياً هو الأمير محمد بن سلمان آل سعود منذ 21 يونيو 2017
يدير  ولي العهد شؤون الدولة في غياب الملك خارج المملكة ويصدر بذلك أمراً ملكياً من الملك بتكليف ولي العهد في إدارة شؤون الدولة حتى عودته ويتغير بعد التكليف مسماه من (ولي العهد) إلى (نائب خادم الحرمين الشريفين) حتى عودة الملك. تقوم هيئة البيعة السعودية باختيار ولي العهد بعد اجتماع أعضائها وتحديد ولي عهد جديد، أتى هذا النظام في عهد الملك عبدالله بن عبد العزيز آل سعود حيث لم يطبق من قبل في البلاد.

## تأريخ
بدأت ولاية العهد في المملكة عندما أراد الملك عبد العزيز أن يعهد بولاية المملكة العربية السعودية لأخيه الأمير محمد بن عبد الرحمن، ولكن الأمير محمد أشار على أخيه الملك عبد العزيز بأن تكون ولاية العهد لابنه الأمير سعود (الملك سعود لاحقًا) حتى يكون الملك في ذريته ، وقد حرص الأمير محمد في هذه المشورة على أمور عدة أهمها: استمرار الترابط الأسري بين الأخوين والأسرة الحاكمة كافة، إضافة إلى استمرار الاستقرار السياسي القائم آنذاك والتأكيد عليه بمبايعة الأمير سعود بن عبد العزيز وليًا للعهد وكان ذلك في اليوم السادس عشر من شهر محرم عام1353هـ، وقد كان للأمير محمد دور كبير في الإعداد لمراسم ولاية العهد مؤكدًا بذلك على أهمية التلاحم والتماسك بين أفراد الأسرة السعودية الحاكمة

## القائمة

### أولياء العهد في المملكة العربية السعودية
|    | الاسم                                     | الصورة | فترة تولي المنصب | فترة تولي المنصب |
| -- | ----------------------------------------- | ------ | ---------------- | ---------------- |
| 1  | الملك سعود بن عبدالعزيز آل سعود           |        | 11 مايو 1933     | 9 نوفمبر 1953    |
| 2  | الملك فيصل بن عبدالعزيز آل سعود           |        | 9 نوفمبر 1953    | 2 نوفمبر 1964    |
| 3  | الملك خالد بن عبدالعزيز آل سعود           |        | 29 مارس 1965     | 25 مارس 1975     |
| 4  | الملك فهد بن عبدالعزيز آل سعود            |        | 25 مارس 1975     | 13 يونيو 1982    |
| 5  | الملك عبدالله بن عبدالعزيز آل سعود        |        | 13 يونيو 1982    | 1 أغسطس 2005     |
| 6  | الأمير سلطان بن عبدالعزيز آل سعود         |        | 1 أغسطس 2005     | 22 أكتوبر 2011   |
| 7  | الأمير نايف بن عبدالعزيز آل سعود          |        | 28 أكتوبر 2011   | 16 يونيو 2012    |
| 8  | الملك سلمان بن عبدالعزيز آل سعود          |        | 18 يونيو 2012    | 23 يناير 2015    |
| 9  | الأمير مقرن بن عبدالعزيز آل سعود          |        | 23 يناير 2015    | 29 أبريل 2015    |
| 10 | الأمير محمد بن نايف بن عبدالعزيز آل سعود  |        | 29 أبريل 2015    | 21 يونيو 2017    |
| 11 | الأمير محمد بن سلمان بن عبدالعزيز آل سعود |        | 21 يونيو 2017    | حتى الآن         |